# Oceanospirillaceae
Oceanospirillaceae é uma família de bactérias gram-negativas do filo Proteobacteria.

## Gêneros
- Balneatrix
- Fundibacter
- Marinomonas
- Marinospirillum
- Neptunomonas
- Oceanospirillum